# 阿尔加维大区
阿爾加維（葡萄牙語：Algarve，葡萄牙語：[alˈɡaɾvɨ] ⓘ）是葡萄牙本土最南端的地區。它的面積為4,997 km2（1,929 sq mi），有451,006位居民。該地區的行政中心位於法魯市，法魯機場（IATA：FAO）和公立的阿爾加維大學也都位於該市。旅遊相關產業構成了阿爾加維夏季經濟的主要部分。包括魚類與其他海鮮、各類水果（例如柳橙、無花果、李子、長角豆和扁桃仁）在內的食品生產，也是該地區的重要經濟項目。儘管里斯本的旅遊業收入超過了阿爾加維，但總體而言，阿爾加維仍然被認為是葡萄牙最大和最重要的旅遊區。估計在2017年共接待了710萬名遊客。使得該地區在旅遊旺季時，季節性居民人口會增加兩倍。近年，也有越來越多中歐人和北歐人來到阿爾加維定居。根據2016年美國所做的一項調查研究，阿爾加維是世界上最佳的退休居所。
阿爾加維是葡萄牙最發達的地區之一，人均GDP達到歐盟整體平均GDP的86％，是葡萄牙僅次於里斯本和馬德拉群島的第三富裕地區。

## 历史

### 前罗马时期
葡萄牙南部的人类存在可以追溯到旧石器时代和新石器时代。比什普镇、拉古什、阿尔科廷和该地区其他地方的巨石证明了这种存在。
大约在公元前1000年，腓尼基人建立了加的斯市，随后在阿尔加维海岸建立了沿海港口。奥利西波（里斯本）被认为起源于腓尼基。在迦太基人时代，汉尼拔门（Portus Hannibalis）——位于今天的波蒂芒市或阿尔加维的阿尔沃尔镇——以汉尼拔·巴卡（Hannibal Barca）的名字命名。在希腊语中的西内特人（Cynetes），或者拉丁语中的孔尼人（Conii），于公元前六世纪在阿尔加维地区建立（称为西内特库姆）。他们的种族和语言起源仍然存在广泛争议，尽管由于地理位置接近，他们可能与塔尔提索斯人和凯尔特人都有关系，因为他们用来描述自己的名字Conii可能来源于原始凯尔特语kwon（“狗”）。这些印欧部落，凯尔特人或前凯尔特人，于公元前1899年在拉科布里加（今天的拉古什）建立了一个定居点。

### 罗马时期
在卢西坦战争中，法比尤斯·马克西姆斯·塞尔维利亚努斯击败卢西坦人和图尔杜利人后，阿尔加维地区受到罗马的控制，伊比利亚半岛的大部分地区也是如此，该地区在公元前2世纪被罗马共和国吞并。西内特库姆（指居住在该地区的西内特人），融入了远西班牙和卢西塔尼亚行省，受罗马影响约600年（从公元前200年到公元410年），因此采用拉丁语作为官方语言，以及罗马的文化、政治、建筑、宗教和经济原则。
鉴于这段时间穿越陆地是危险的，其地理位置意味着西内特库姆作为地中海和大西洋之间的通道至关重要，它将无数罗马港口连接到几个行省，主要是西班牙、高卢和不列颠尼亚的其他地区。这意味着该地区通过贸易和商业能力的扩张，主要是通过橄榄油和鱼酱的生产和商业化，实现了巨大的繁荣，这些产品在整个罗马帝国都很受欢迎。
随着基督教的普及，成为君士坦丁大帝统治下罗马帝国的官方宗教，西内特库姆跟随罗马其他省份的趋势，从多神教社会转变为一神教社会。该地区逐渐转变为基督教，异教徒和泛灵论在这种新的文化影响下变得过时。罗马皇帝狄奥多西一世本人是伊比利亚半岛人，于381年开始禁止异教。最初供奉维纳斯的罗马米尔雷乌神庙，后来转变为古基督教神庙，就是这一时期发生的宗教变化的一个例子。
许多罗马遗迹，包括寺庙、乡村别墅（其中在阿尔加维发现了30多座）、公共浴室、桥梁、腌制和鱼类加工设施以及马赛克砖遍布该地区，尤其是在比什普镇、拉古什、波尔蒂芒、夸尔泰拉、法鲁、奥良和塔维拉等地区，说明了罗马文化作为一个整体对阿尔加维做出的巨大贡献。

### 中世纪
西罗马帝国灭亡后，日耳曼部落的一支——西哥特人（原定居于东欧地区），于500年左右占领了伊比利亚半岛。531年阿马拉里克去世后，西哥特人原有的王朝形态结束了，罗马和日耳曼的融合形成了一种新的伊比利亚身份。由此，西哥特王国成立于542年，首都托莱多。起初信奉阿里乌主义，大部分西哥特人最终信奉天主教，以确保他们在该地区的地位。552年，阿尔加维被拜占庭帝国征服，571年，利奥维吉尔德再次为西哥特王国确保了该地区的安全，该地区一直持续到711年（这是倭马亚征服西哥特王国的开始日期），王国包括了伊比利亚半岛的大部分地区和现代法国的部分地区。
当摩尔人在716年征服拉古什时，它被重新命名为扎瓦亚（Zawaia）。法鲁，基督教居民称之为圣玛利亚，改名为Faraon，意思是“骑士的定居点”。由于对伊比利亚半岛的征服，该地区被称为加尔布-安达卢斯（Gharb Al-Andalus）：加尔布（Gharb）的意思是“西部”，而安达卢斯（Al-Andalus）是伊比利亚半岛的阿拉伯语名称。作为摩尔人征服的最西部地区，位于欧洲这个角落的阿尔加维令人垂涎的土地一度成为穆斯林帝国扩张政策的最终目标。随着八世纪摩尔人统治的出现，当时被称为奥索诺巴的法鲁保留了其作为伊比利亚半岛西南角最重要城镇的地位。在9世纪，在叶海亚·本·巴克尔领导的起义后，他的儿子巴克尔·本·叶海亚继任，这里成为了一个短命的自治王国的首都，并用一圈防御墙加固。在10世纪，圣玛利亚这个名字开始被用来代替奥索诺巴。到11世纪，该镇被称为圣玛丽亚·伊本哈伦。在摩尔统治期（9-12世纪），锡尔维什是一个主要的据点，该镇作为该地区的首都而繁荣发展。13世纪中期，在收复失地运动期间，葡萄牙王国在一系列针对摩尔人的成功军事行动中接管了该地区。阿尔加尔布（Al-Gharb）成为阿尔加维王国，1496年，没有逃离该地区的未被同化的穆斯林摩尔人不仅在阿尔加维被驱逐，而且在整个葡萄牙都被驱逐。作为葡萄牙人征服的最南端地区，这块令人垂涎的领土曾一度成为葡萄牙王国扩张主义政策的最终目标，即收复失地，这本身也是葡萄牙建国的原因之一。随后摩尔人试图夺回该地区，但未能成功。
葡萄牙国王阿方索三世开始自称为“葡萄牙和阿尔加维国王”。他统治时期最突出的事迹确实是对阿尔加维的最终征服。1242年，圣地亚哥骑士团团长佩奥·佩雷斯·科雷亚从其最后一位穆斯林统治者伊本·阿凡手中夺走了锡尔维什，同年，阿连特茹和阿尔加维大部分海岸（当时是伊比利亚半岛穆斯林称为加尔布-安达卢斯的历史地区的一部分）已经于1238年沦陷，塔维拉也被夺走。1249年3月，法鲁城被征服。从这一天起，阿方索三世成为第一位使用“葡萄牙和阿尔加维国王”头衔的葡萄牙国王。圣拉哥和卡拉特拉瓦的修士发挥了决定性的作用，并被赋予完成征服的任务。然而，对阿尔加维的征服导致了与卡斯蒂利亚王国的严重分歧。最初，阿方索三世国王与卡斯蒂利亚国王阿方索十世的私生女——卡斯蒂利亚的比阿特丽斯联姻，实现了和平（在教皇宣布与布洛涅女伯爵玛蒂尔达二世的婚姻无效后，因为她没有生育能力），但这个问题直到1267年2月16日的《巴达霍斯条约》才得到最终解决。根据这项条约，瓜地亚纳河从卡亚河的汇合处一直到河口，将成为葡萄牙-卡斯蒂利亚的边界。
1471年后，随着马格里布的几个领土被征服——该地区被认为是阿尔加维王国的延伸——葡萄牙国王阿方索五世开始自封为“葡萄牙和阿尔加维什国王”，指的是欧洲和非洲的属地（阿尔加维什是阿尔加维的复数，意思是阿尔加维加上葡萄牙将在更南的海外征服的所有海外领土）。摩尔人对阿尔加维（和阿连特茹）长达五个多世纪的统治留下了他们的印记，并为建筑、美食和艺术特征的独特融合增添了色彩，比如传统的阿尔加维Corridinho，一种在葡萄牙最南部地区流行的民间舞蹈。15世纪，航海家恩里克王子驻扎在拉古什附近，进行了各种海上探险，建立了葡萄牙帝国的殖民地。同样来自拉古什的吉尔·埃阿尼什于1434年启航，成为第一位绕过西非博哈多尔角的海员。探索之旅给拉古什带来了名声和财富。1577年，贸易繁荣，拉古什成为旧阿尔加维省的首府，并一直保持到1755年的里斯本大地震。

### 近现代
在1722年早些时候的一次大地震的破坏性影响之后，1755年的大地震再次破坏了阿尔加维的许多地区，伴随而来的海啸摧毁或破坏了沿海堡垒，而除法鲁外，沿海城镇和村庄都受到了严重破坏，法鲁受到里亚福尔摩沙泻湖沙岸的保护。在拉古什，海浪到达了城墙的顶部。对于包括阿尔加维在内的许多葡萄牙沿海地区来说，海啸的破坏性影响比地震本身更具灾难性。在巴西独立之前，“葡萄牙、巴西和阿尔加维联合王国”（1815-1822）是葡萄牙的官方名称，其中也暗指阿尔加维。1822年巴西独立后，葡萄牙君主继续使用“葡萄牙和阿尔加维国王”的头衔，直到1910年葡萄牙第一共和国宣布成立。
1807年，当让·安多什·朱诺领导拿破仑法军第一次入侵葡萄牙北部时，阿尔加维被曼努埃尔·戈多伊领导的西班牙军队占领。从1808年开始，经过随后在各个城镇和村庄的战斗，该地区率先驱逐了西班牙占领者。在葡萄牙内战（1828–1834）期间，该地区发生了几场战役，特别是自由主义者和米格尔主义者（反自由专制主义者）之间的圣维森特角战役和圣安娜战役。雷梅西多是阿尔加维游击队的领导人，他与米格尔派专制主义者多年并肩作战，直到1838年在法鲁被处决。作为该国第一家鱼罐头制造企业，拉米雷斯保护公司（成立于1853年）位于圣安东尼奥雷阿尔城的工厂成为葡萄牙该行业的摇篮。圣安东尼奥雷阿尔和阿尔加维滨海的其他区域因渔业的发展而繁荣，渔业包括金枪鱼和沙丁鱼的加工。
软木作为人们使用的材料是一种非常古老的产品。古往今来，葡萄牙成为世界上最大的软木生产国，阿尔加维和邻近的葡萄牙阿连特茹地区的一些地区生产世界知名的高质量软木（世界软木产量的50%来自葡萄牙，软木是该国现代的主要出口产品之一，但葡萄牙人对这种材料的大规模使用可以追溯到14世纪，当时葡萄牙探险家在建造船只时使用软木，因为软木的一个特性是不会腐烂）。19世纪末至20世纪初，东阿尔加维区的圣布拉什迪阿尔波特尔曾一度是阿尔加维软木生产的中心，有80家工厂在运营，但该行业逐渐转移到葡萄牙的中部和北部地区，只有少数软木工厂留在圣布拉什迪阿尔波特尔。从19世纪末开始，位于西阿尔加维区的锡尔维什市，曾经是另一个生产大量珍贵软木的地区，该行业将繁荣到20世纪30年代（到2010年，软木行业在该地区已经消失，但锡尔维什有一个博物馆展示了软木在过去是该行业的主要中心时是如何收获和加工的，这座博物馆于1999年开放，2001年获得了著名的欧洲最佳工业博物馆奖）。1910年葡萄牙第一共和国的成立标志着几乎名义上的葡萄牙和阿尔加维王国的终结。
到了20世纪50年代，随着航空旅行变得更加方便，地中海盆地日益发展成为国际旅游的热点。阿尔加维等地区从这一趋势中获得了经济利益。
在阿尔加维，从1962年到1966年及以后，旅游业的变化在新的旅游住宿开发中显而易见。酒店起着次要作用，有利于公寓楼、扩建别墅（有些带高尔夫球场，许多带游泳池）和乡村综合体。经过多年的规划和建设工作，法鲁国际机场于1965年7月11日由共和国总统阿梅里科·托马斯揭幕。EN125国道和新建机场之间的通道也同时向公众开放。然而，旅游服务业对这种快速变化毫无准备。在旅游立法框架之外形成的住宿供应模式以及旅游供应公共监管的无能，在1990年代之前一直是一个现实问题。这种有些混乱的旅游业繁荣使旅游业成为阿尔加维经济的最大贡献者和该地区最大的雇主。从20世纪60年代到90年代，阿尔加维开始是一个快节奏的旅游城市化热点，到2010年代，它已经演变成了一个季节性的大都市。
在此过程中，由于地中海气候、独特的食物、建筑和地理位置，阿尔加维对葡萄牙本土其他地区的葡萄牙公民来说仍然是一个相当异国情调的地区——在现代，许多居住在该国其他地区的葡萄牙人传统上在阿尔加维度过暑期或拥有度假屋。国立阿尔加维大学成立于1979年1月，2021年秋季学期招收了约9000名学生。其医学院于2009年开学。A22高速公路（也称为Via Infante de Sagres，以航海家亨利的名字命名）从西向东穿过阿尔加维，从1991年开始施工，并在2003年完工。它连接阿尔加维西部的拉古什和阿尔加维东部葡萄牙-西班牙国际河流边界上的瓜迪亚纳国际大桥。

## 地理
阿尔加维位于葡萄牙本土最南端，伊比利亚半岛和欧洲大陆最西南部，面积4997平方公里（1929平方英里）。它北部与阿连特茹地区（滨海阿连特茹和下阿连特茹）接壤，南部和西部与大西洋接壤，东部的瓜迪亚纳河标志着与西班牙的边界。最高点位于蒙希克山脉西北部，佛伊亚山的最高海拔为902米（2959英尺）。
阿尔加维的西部被称为巴尔拉文图，东部被称为索塔文图。这个名字无疑是由于阿尔加维南海岸盛行的风，但这些地区的历史起源尚不确定，而且相当遥远。巴尔拉文图和索塔文图都有八个市镇和一个主要城市（索塔文图的法鲁市和巴尔拉文图的波尔蒂芒市）。
该地区也是里亚福尔摩沙泻湖的所在地，这是一个面积超过170平方公里（66平方英里）的自然保护区，也是数百种不同鸟类的栖息地。这个屏障岛系统通过六个入口与大海相通。朝南海岸线的长度约为155公里（96英里）。越过圣维森特角最西端，向北延伸50公里（31英里）。海岸线以风景如画的石灰岩洞穴和海边石窟而闻名，尤其是拉古什、波尔蒂芒、拉戈阿和阿尔布费拉周围，可以乘坐汽船前往。
研究人员一致认为，里斯本大都会区和阿尔加维是葡萄牙本土最容易发生地震和海啸的两个地区，其强度足以造成人类生命和基础设施的灾难性损失。18世纪的两次地震是阿尔加维最后一次发生此类灾难性事件——1722年阿尔加维地震和1755年里斯本地震。

### 氣候
一般來說，阿爾加維沿海地區在冬季的最高氣溫差異不大，東部的塔維拉可能會出現16—17 °C（61—63 °F）氣溫，中部的法魯和夸爾泰拉的溫度大致相似，西部的薩格里什半島地區因為較接近大西洋暴風，通常白天最高溫度為15 °C（59 °F） 。而相反的，薩格里什的夜間氣溫卻比較高，為9 °C（48 °F），而東部地區通常為7—8 °C（45—46 °F）。
夏季時，法魯及其以東的沿海地區，最高平均溫度在29—30 °C（84—86 °F）左右，法魯以西的沿海地區的最高平均溫度在27—29 °C（81—84 °F）。而薩格里什半島地區的夏季溫度較低，常出現涼爽的西北風，因此這裡典型的白天溫度為24—26 °C（75—79 °F），夜間氣溫大約為17—19 °C（63—66 °F），而法魯和東部地區的夜間氣溫則稍高。
每年夏季或初秋，阿爾加維附近的海面溫度可能會有相當大的變動。近年來，直到8月下旬，通常海水溫度不會超過18—19 °C（64—66 °F），然後天氣條件可能促使地中海暖流湧出，阿爾加維附近的海水溫度可能會在一週左右的時間內迅速上升至25 °C（77 °F），並且到十月份才會緩慢下降。這種溫暖的洋流可以為此地帶來非常舒適而溫暖的夏季溫度，並明顯的增加一些濕度。
阿爾加維內陸的白天溫度比沿海地區高，通常為31—33 °C（88—91 °F），夜間溫度則下降至16—18 °C（61—64 °F）。而當熱浪來襲時，有時會將白天溫度推升到45 °C（113 °F），即使在夜間也可能會持續維持在25 °C（77 °F）以上的高溫。
| 法魯（FAO)（海拔: 8米或26英尺，平均數據 1981－2010年，極端數據 1981－現在）                                                   | 法魯（FAO)（海拔: 8米或26英尺，平均數據 1981－2010年，極端數據 1981－現在） | 法魯（FAO)（海拔: 8米或26英尺，平均數據 1981－2010年，極端數據 1981－現在） | 法魯（FAO)（海拔: 8米或26英尺，平均數據 1981－2010年，極端數據 1981－現在） | 法魯（FAO)（海拔: 8米或26英尺，平均數據 1981－2010年，極端數據 1981－現在） | 法魯（FAO)（海拔: 8米或26英尺，平均數據 1981－2010年，極端數據 1981－現在） | 法魯（FAO)（海拔: 8米或26英尺，平均數據 1981－2010年，極端數據 1981－現在） | 法魯（FAO)（海拔: 8米或26英尺，平均數據 1981－2010年，極端數據 1981－現在） | 法魯（FAO)（海拔: 8米或26英尺，平均數據 1981－2010年，極端數據 1981－現在） | 法魯（FAO)（海拔: 8米或26英尺，平均數據 1981－2010年，極端數據 1981－現在） | 法魯（FAO)（海拔: 8米或26英尺，平均數據 1981－2010年，極端數據 1981－現在） | 法魯（FAO)（海拔: 8米或26英尺，平均數據 1981－2010年，極端數據 1981－現在） | 法魯（FAO)（海拔: 8米或26英尺，平均數據 1981－2010年，極端數據 1981－現在） | 法魯（FAO)（海拔: 8米或26英尺，平均數據 1981－2010年，極端數據 1981－現在） |
| 月份 | 1月                                                                         | 2月                                                                         | 3月                                                                         | 4月                                                                         | 5月                                                                         | 6月                                                                         | 7月                                                                         | 8月                                                                         | 9月                                                                         | 10月                                                                        | 11月                                                                        | 12月                                                                        | 全年                                                                        |
| --- | --------------------------------------------------------------------------- | --------------------------------------------------------------------------- | --------------------------------------------------------------------------- | --------------------------------------------------------------------------- | --------------------------------------------------------------------------- | --------------------------------------------------------------------------- | --------------------------------------------------------------------------- | --------------------------------------------------------------------------- | --------------------------------------------------------------------------- | --------------------------------------------------------------------------- | --------------------------------------------------------------------------- | --------------------------------------------------------------------------- | --------------------------------------------------------------------------- |
| 历史最高温 °C（°F） | 21.9 (71.4)                                                                 | 24.7 (76.5)                                                                 | 28.9 (84.0)                                                                 | 30.1 (86.2)                                                                 | 33.6 (92.5)                                                                 | 37.1 (98.8)                                                                 | 44.3 (111.7)                                                                | 39.6 (103.3)                                                                | 37.4 (99.3)                                                                 | 33.3 (91.9)                                                                 | 28.6 (83.5)                                                                 | 24.0 (75.2)                                                                 | 44.3 (111.7)                                                                |
| 平均高温 °C（°F） | 16.1 (61.0)                                                                 | 16.9 (62.4)                                                                 | 19.1 (66.4)                                                                 | 20.4 (68.7)                                                                 | 22.8 (73.0)                                                                 | 26.4 (79.5)                                                                 | 29.2 (84.6)                                                                 | 28.8 (83.8)                                                                 | 26.6 (79.9)                                                                 | 23.2 (73.8)                                                                 | 19.6 (67.3)                                                                 | 17.0 (62.6)                                                                 | 22.2 (72.0)                                                                 |
| 日均气温 °C（°F） | 12.0 (53.6)                                                                 | 12.8 (55.0)                                                                 | 14.8 (58.6)                                                                 | 16.1 (61.0)                                                                 | 18.4 (65.1)                                                                 | 21.9 (71.4)                                                                 | 24.2 (75.6)                                                                 | 24.1 (75.4)                                                                 | 22.3 (72.1)                                                                 | 19.3 (66.7)                                                                 | 15.7 (60.3)                                                                 | 13.3 (55.9)                                                                 | 17.9 (64.2)                                                                 |
| 平均低温 °C（°F） | 7.9 (46.2)                                                                  | 8.7 (47.7)                                                                  | 10.5 (50.9)                                                                 | 11.8 (53.2)                                                                 | 14.0 (57.2)                                                                 | 17.3 (63.1)                                                                 | 19.1 (66.4)                                                                 | 19.4 (66.9)                                                                 | 18.0 (64.4)                                                                 | 15.3 (59.5)                                                                 | 11.7 (53.1)                                                                 | 9.6 (49.3)                                                                  | 13.6 (56.5)                                                                 |
| 历史最低温 °C（°F） | −1.2 (29.8)                                                                 | −1.2 (29.8)                                                                 | 2.3 (36.1)                                                                  | 3.6 (38.5)                                                                  | 6.7 (44.1)                                                                  | 8.0 (46.4)                                                                  | 11.9 (53.4)                                                                 | 13.1 (55.6)                                                                 | 9.9 (49.8)                                                                  | 7.8 (46.0)                                                                  | 2.7 (36.9)                                                                  | 1.2 (34.2)                                                                  | −1.2 (29.8)                                                                 |
| 平均降水量 mm（） | 59.3 (2.33)                                                                 | 52.0 (2.05)                                                                 | 39.4 (1.55)                                                                 | 38.6 (1.52)                                                                 | 21.7 (0.85)                                                                 | 4.3 (0.17)                                                                  | 1.8 (0.07)                                                                  | 3.9 (0.15)                                                                  | 23.2 (0.91)                                                                 | 60.1 (2.37)                                                                 | 90.4 (3.56)                                                                 | 114.1 (4.49)                                                                | 508.8 (20.03)                                                               |
| 平均降水天数（≥ 0.1 mm） | 12                                                                          | 13                                                                          | 9                                                                           | 10                                                                          | 7                                                                           | 4                                                                           | 1                                                                           | 1                                                                           | 3                                                                           | 9                                                                           | 10                                                                          | 11                                                                          | 90                                                                          |
| 月均日照時數 | 170.5                                                                       | 165.2                                                                       | 232.5                                                                       | 252.0                                                                       | 313.1                                                                       | 333.0                                                                       | 368.9                                                                       | 353.4                                                                       | 273.0                                                                       | 226.3                                                                       | 183.0                                                                       | 167.4                                                                       | 3,038.3                                                                     |
| 来源：Instituto de Meteorologia, World Meteorological Organization(precipitation days), Hong Kong Observatory(sunshine hours) |                                                                             |                                                                             |                                                                             |                                                                             |                                                                             |                                                                             |                                                                             |                                                                             |                                                                             |                                                                             |                                                                             |                                                                             |                                                                             |

### 人文地理
该地区约有45万常住居民（每平方公里90名居民），但由于游客的涌入，这一数字在盛夏时增加到100多万人。阿尔加维有几个城市、城镇和村庄；该地区的首都是法鲁市，而其他城市包括阿尔布费拉、拉戈阿、拉古什、洛莱、奥良、波尔蒂芒、夸尔泰拉、锡尔维什、塔维拉和圣安东尼奥雷阿尔城，以及各种避暑胜地，如维拉莫拉、普莱亚达罗沙、阿尔马桑德佩拉、阿尔沃尔、蒙特戈尔度、阿尔科廷和萨格里什。
在2004年之前，法鲁区是管理阿尔加维的行政单位。2004年，阿尔加维大都会区成立，并于2008年转变为城际共同体。阿尔加维也是NUTS II和NUTS III统计区。阿尔加维的城际共同体细分为16个市镇。
2001年至2020年间，阿尔加维是葡萄牙唯一一个新生儿数量增加的地区（2001年为4164名婴儿；2020年为4323名婴儿，增长3.8%）。其中25%的新生儿有外国母亲。大多数是巴西母亲，但也有越来越多的印度、尼泊尔和巴基斯坦母亲，以及罗马尼亚、乌克兰和摩尔多瓦母亲这一已经形成的相当大的趋势。

## 经济
阿尔加维的人类发展指数（HDI）为0.847（2019年），而葡萄牙的HDI平均值为0.864（2019），里斯本大都会区的HDI为0.901（2019）——它是葡萄牙七个地区中第四发达地区。然而，阿尔加维的人均GDP为欧盟平均水平的85.2%，是该国第二高的购买力地区，仅次于里斯本大都会区。该地区的农产品包括无花果、杏仁、橙子、长角豆、橄榄、鳄梨和软木橡树。园艺很重要，该地区的景观以覆盖着温室的大片土地而闻名。几种水果和蔬菜，如番茄、花椰菜、草莓和树莓，都是用于商业种植和出口的。捕鱼和水产养殖是阿尔加维沿海地区的重要活动，主要产品有沙丁鱼、鱿鱼、比目鱼、鲤鱼、金头鲷和各种海鲜，包括牡蛎和沟纹蛤仔。阿尔加维的葡萄酒也很有名。该地区有四种葡萄酒具有原产地名称保护（Denominação de Origem Controlada–DOC）：拉戈阿DOC、拉古什DOC、波尔蒂芒DOC和塔维拉DOC。食品加工，包括增值产品（经过改良或增强的传统当地原农产品，其市场价值比之前更高），如创新的无花果、橙子、杏仁和长角豆制品，水泥（CIMPOR在洛莱有一家主要的水泥工厂和建筑是主要行业。软木自19世纪以来就在锡尔维什和圣布拉什迪阿尔波特尔有着历史悠久的工业传统，但到20世纪30年代已经衰落，目前仍被生产软木塞和时尚用品等产品的新行业用作生产多种产品的材料。Pelcor公司总部位于圣布拉什迪阿尔波特尔，是第一个将设计、创新和可持续性相结合的软木皮时尚和生活方式配饰奢侈品牌。
与旅游业相关的活动非常广泛，在夏季占阿尔加维经济的大部分。阿尔加维的经济一直与海洋紧密相连。自古以来，捕鱼和鱼类加工一直是一项重要的活动。这一点得到了罗马时代阿尔加维生产鱼酱油的考古证据的证实。葡萄牙最古老的鱼罐头工厂是塞巴斯蒂安·拉米雷斯于1853年在阿尔加维东部的圣安东尼奥雷阿尔城建立的Conservas Ramirez工厂，但由于阿尔加维水域金枪鱼和沙丁鱼是该行业使用的主要原料，该地区建立已久的鱼罐头行业开始衰落。与20世纪30年代衰落的阿尔加维软木行业类似，在这个过程中，许多公司倒闭，其他公司转移到葡萄牙北部。然而，成功的鱼罐头行业仍有许多工厂，如Conserveira do Sul和其他工厂。巧合的是，随着该地区鱼罐头的减少，自20世纪60年代以来，阿尔加维开始接受旅游业，这已成为其最重要的经济活动。法鲁国际机场距离葡萄牙阿尔加维地区的行政中心法鲁市中心4公里，建于20世纪60年代，于1965年启用。2019年，该机场的年旅客吞吐量达到破纪录的900万人次。
随着阿尔加维人口生活质量和购买力的提高，自20世纪90年代和21世纪初以来，许多购物中心已经建成。阿尔加维的第一家宜家在洛莱开业，当时洛莱的宜家是葡萄牙仅有的五家宜家之一。2017年，阿尔加维是葡萄牙经济增长最快的地区，其GDP增长了4.6%。
阿尔加维拥有巨大的太阳能发电潜力，正成为大型太阳能农业项目的国际热点。葡萄牙最大的该类项目，也是当时欧洲最大的无补贴太阳能发电厂之一，于2021年在阿尔科廷落成。

### 发展
自20世纪60年代初以来，阿尔加维一直在经历着强劲的发展，最初是因为需要容纳外国游客。该地区于20世纪60年代初开始建设机场，随后建设了更好的其他类型的基础设施，主要是道路、卫生、电网、电信、医院和住房。私人投资者在该地区市政当局的支持下，也开始建造各种酒店、度假村、高尔夫球场（被认为是欧洲最好的球场之一）和别墅。
所有这些都导致了该地区的大规模发展，尤其是对当地人来说，他们以前生活在相对恶劣的环境中。如今，阿尔加维是葡萄牙生活质量最好的地区之一。由于2011年出台的紧缩措施，对穿越该地区的主要高速公路（A22高速公路，官方也称为“Via do lnfante”）征收了通行费，以抵消其维护费用。阿尔加维大学是一所成立于1979年的国立大学，一直是整个地区创新和创业的重要来源，也是阿尔加维经济增长和发展的主要推动力。

### 旅游业和对外籍人士的吸引力
20世纪60年代，阿尔加维成为游客的热门目的地，主要来自英国，英国仍然是阿尔加维最大的外国人群体的来源地。自那以后，它已成为来自西班牙、法国、德国、荷兰、爱尔兰、比利时、瑞士、意大利和美国人们的共同目的地，不仅是访问阿尔加维的游客，也是在该地区定居并购买房产的外籍人士。阿尔加维温和的气候和每年的日照时间吸引了希望在该地区拥有度假屋或住所的葡萄牙人和其他欧洲人的兴趣。作为葡萄牙的一个地区，因此在欧盟，任何欧盟公民都有权在阿尔加维自由购买房产和居住，几乎不需要办理手续。阿尔加维的出版物和报纸都是专门为这种社区用英语编写的。
阿尔加维的巴西社区是该地区仅次于英国的第二大外籍人士社区，其次是大量乌克兰人、罗马尼亚人、摩尔多瓦人、印度人、尼泊尔人、僧伽罗人、孟加拉人和巴基斯坦人，他们来到那里从事零售、酒店业、建筑业、农业和制造业工作，阿尔加维的加拿大、美国和澳大利亚游客也在大幅增加。在阿尔加维，来自高收入经济体的外籍人口包括大量养老金领取者，即来自英国、爱尔兰、德国、法国、荷兰、瑞典和美国等国的人。来自本国其他地区的人也大量访问该地区，尤其是在夏季（7月和8月）的高峰期居住着葡萄牙其他地区相当多的葡萄牙公民，包括退休人员，在阿尔加维拥有一个度假屋。几项国际研究得出结论，阿尔加维是世界上最适合退休的地方之一。
该地区的旅游景点包括海滩、地中海气候、安全、美食和相对低廉的价格。阿尔加维地区赢得了国际赞誉，在2020年和2021年两次获得世界领先海滩目的地称号，并在2012年至2022年间九次被评为欧洲领先海滩目的地点，这得到了世界旅游奖™的认可。阿尔加维著名的海滩包括光明海滩、岩石海滩、海军海滩、阿尔马桑-德佩拉、渔人海滩、夸尔泰拉、罗博谷、富泽塔、巴里尔海滩、曼塔罗塔和蒙特戈尔都。卡尔达什蒙希克是一个著名的温泉小镇。除了自然景观和海滩，阿尔加维还投资建立了高尔夫球场网络。阿尔加维也因宗教旅游而广受欢迎，尤其是前往圣母玛利亚圣地（最著名的是至高圣母）朝圣，这是一座献给洛莱守护神的玛丽圣地，吸引了数千名天主教朝圣者来到这座城市，或者虔诚的天主教徒到圣母显灵之地的小规模朝圣，据说这是1999年在圣马科斯达塞拉村附近发生的。
旅游业在阿尔加维的经济中发挥着重要作用。大量季节性工作机会与旅游业有关，由数千名当地人和移民提供。由于其季节性，大部分经济依赖于良好的天气，通常只有5-6个月的时间（其特点是长期缺乏降雨，全天温度超过25°C），这意味着许多阿尔加维人在淡季失业。尽管如此，由于旺季带来的高收入，阿尔加维的大多数人即使失业也能过上舒适的生活。阿尔加维的几个地区也提供了方便而吸引人的优质旅游服务和产品，也称为豪华旅游。金三角是第一个这样富裕的地区，位于阿尔加维首府法鲁之外，以其豪华度假村和米其林星级餐厅而闻名。根据世界旅游奖，2013年和2014年，阿尔加维是欧洲领先的高尔夫目的地。阿尔加维有超过25个顶级球场，其中大部分由传奇人物设计，如尼克·福尔多、塞夫·巴列斯特罗斯、杰克·尼克劳斯和小克里斯蒂·奥康纳。2018年，该地区的旅游收入超过10亿欧元；游客总数为420万。旅游业在当年为经济贡献了10.8亿欧元。

#### 住宿
阿尔加维的住宿范围从阿尔布费拉、维拉莫拉、岩石海滩和阿尔马桑-德佩拉等地的高层度假胜地到内陆和阿尔加维海岸边的小镇和村庄的公寓租赁、住宿加早餐、旅馆和传统宾馆。多年来，购买力较弱的游客开始大量访问阿尔加维，并避开昂贵的度假胜地，转而选择更实惠的旅游场所，如度假租赁、宾馆和旅社。除了经济实惠之外，更高的规则和条件灵活性、良好的整体位置，以及房东的热情好客和与客人的互动，经常被认为是这些住宿的一些吸引人的因素。在整个阿尔加维，当地的住宿，通俗地说，在32000多家合法机构内雇佣了2万多人，估计每年产生9.8亿欧元的收入。寻求此类住宿的绝大多数游客是英国、葡萄牙和法国游客，但来自德国、西班牙、比荷卢和巴西的游客也呈指数级增长。
露营、房车和露营车旅行也是阿尔加维各地旅行者和游客的选择。为此，整个地区都可以找到免费或者付费房车区、合适的停车场和露营公园。然而，葡萄牙警察部队可能会定期在禁止这些活动的地区巡逻，并对违规者进行罚款。

#### 批评
尽管国际旅游业和对全球主义的普遍高度接受，经济全球化和外商直接投资为该地区带来了相对较高的繁荣和发展水平，但许多人批评了环境影响，高昂的生活成本以及这种外部影响带来的阿尔加维文化和传统特征的根除。阿尔加维本地人费尔南多·席尔瓦·格拉德（1955-2019），一位全国知名的造型艺术家和社会活动家，1983年获得里斯本大学颁发的生物学执业学位，在其2014年出版的《我们摧毁的阿尔加维》一书中强烈反对大众旅游和建筑业的扩张，认为他们大规模地侵蚀着世界上独特的海岸线，退化和破坏了阿尔加维的传统建筑，以及曾经在整个地区无所不在的和平、慢节奏的生活方式。他进一步批评了政客和市政厅的无能态度，因为他们一直未能保护这一遗产。
其他批评人士强调，阿尔加维对旅游业的过度依赖，尤其是“阳光和海滩”旅游模式，这种模式主要由国家和地方当局宣传，因此最为普遍。它们加剧了海滨度假胜地的饱和，使其他类型的旅游机构，如致力于自然和健康的旅游机构几乎没有入住者。这些批评者还强调，过度拥挤、肮脏和污染是阿尔加维旅游业缺乏多样性的后果。此外，由于国际大众旅游，阿尔加维的一些地区是贩毒和卖淫的热点，包括奢侈卖淫和男性卖淫，主要由外国性工作者进行。
自20世纪60年代以来，受英国启发、依赖英国的阿尔加维旅游产品在葡萄牙引起了批评，以至于阿尔加维地区被比作英国的殖民地。葡萄牙游客认为，他们在葡萄牙阿尔加维地区的游客身份不断受到阿尔加维人极端亲英主义及其旅游优惠的挑战。

## 文化
阿尔加维地区拥有丰富的民族志遗产，拥有数百年的习俗、传统和历史遗产。阿尔加维地区是全年的文化和历史热点，但在复活节、圣诞节甚至春天等特定时期，加上其美食，阿尔加维区域有古老而多方面的遗产，也塑造了其在葡萄牙的区域文化特征。阿尔加维是一个聚集了许多定居点的地方，从史前时代到腓尼基、罗马、西哥特、阿拉伯和基督教复兴时期，都在当地留下了自己的一小部分印记，形成了今天的阿尔加维。由于巨石柱和巨石纪念碑，如阿尔卡拉尔的巨石纪念碑和拉瓦茹的巨石柱，证明了其历史上第一批人类的存在，罗马人也留下了他们的存在和文化的见证。埃斯特洛伊的米尔若罗马遗址、维拉莫拉的Cerro da Vila罗马遗址或大梅希亚瓦伊拉的Quinta da Abicada罗马遗址都是阿尔加维罗马遗迹的好例子，其中一些遗址配备了专门的解说中心来讲述他们的故事。伊斯兰占领时期遗留了大量遗产，从该地区的名称开始，在阿尔加维文化的各个方面都存在，因为“阿尔加维”一词可以追溯到阿拉伯语单词“al-Gharb”，意思是西方（阿拉伯语：الغرب，罗马化：al-Gharb），包括城堡和堡垒，独特的里巴特的遗迹，阿里法纳的里巴特，以及小村庄（alcarias），以及一些古代清真寺改建的教堂，除了在流行建筑中受到强烈影响外，也留下了它的印记，是1755年大地震后蓬巴尔侯爵在葡萄牙城市规划中留下的强大遗产的最佳案例。

### 方言
阿尔加维方言是阿尔加维使用的葡萄牙语方言。它与阿连特茹葡萄牙语密切相关，表达了该地区独特的生活方式、传统谚语，以及其著名且丰富多彩的咒语、习语、谚语和表达方式。它受到阿拉伯语、古葡萄牙语和卡斯蒂利亚语南部变体的影响。直到20世纪末，它一直无处不在，但后来在生活在沿海地带和主要城市中心附近的年轻一代中变得不那么常见了。无论如何，在阿尔加维的一些地方，除了人口稀少、人口老龄化的丘陵内陆地区，如拉古什、波尔蒂芒、阿尔布费拉、洛莱、法鲁、奥良、塔维拉和圣安东尼奥雷阿尔城等沿海城市，大多数人仍然会说这种方言，每天都会使用其特有的浓重口音。

### 建筑
传统阿尔加维建筑最引人注目的标志无疑是烟囱，它反映了房主的个性，并展示了他的财产。没有两个烟囱是一样的，设计越复杂，工作就越昂贵。在阿尔加维的农村腹地，在最富裕的住宅中，可以看到这些流行艺术和技术技能的象征。platibanda（嵌条）是阿尔加维建筑遗产的另一个特色。它是一种优雅的装饰带，排列在立面上，隐藏屋顶或覆层，用几何形状和颜色装饰。它与白色的粉刷形成对比，并与门窗框架的彩条相匹配。四斜面或剪式桁架是典型的贵族城市，代表着强烈的东方美学影响，与丝绸和香料一起传播而来。
它们与日良河的公主塔维拉联系在一起，该地是一座保存完好的建筑瑰宝，曾经是一个具有重要战略意义的港口。他们也存在于法鲁，但存在是残缺的。在阿尔加维西部，风从大西洋海岸吹来，而在其内陆，则是山地气候。这里的房子通常更简单，不那么复杂，用泥或石头砌成，没有装饰，只是粉刷过。这些简单的乡村住宅也位于卡尔德朗山脉，以其迷人的简洁而闻名。在海岸上，人们经常建造一个açoteias，这是一种以阿拉伯文化为灵感的屋顶露台，用来观看大海，等待捕鱼归来的船只。也正是在这些私人空间里，水果和鱼被烘干，人们在炎热的夏夜休息。奥良是这座线条纯净的建筑的典范，它的建筑以蜿蜒的平面聚集在立方体中，直接受到摩洛哥建筑的影响，值得被称为立体派城市。

### 舞蹈
科里蒂尼奥舞（Corridinho）是阿尔加维的传统舞蹈，与波尔卡舞和玛祖卡舞有些相似。科里蒂尼奥舞是葡萄牙民间舞蹈的一种形式，其起源尚不清楚，人们认为它更古老，尽管它在19世纪开始流行。

### 工艺品
阿尔加维也以其陶器和陶瓷而闻名，尤其是手绘陶器和阿兹勒赫瓷砖画，后者是一种彩绘锡釉瓷砖。阿尔加维各地开设了许多陶瓷和陶器销售点，包括一些由对阿尔加维陶器古老传统感兴趣的外国艺术家建立的陶器厂。对于工作陶器和陶瓷作坊，主要（或最著名）的陶器中心位于阿尔曼希尔、洛莱、波尔谢什和锡尔维什，但许多其他阿尔加维的陶瓷作坊和商店遍布整个地区。阿尔加维其他具有代表性的手工艺品有“empreita”，一种由细棕榈叶编织成多样化形状的辫子，以及由编织藤条和柳条的技术产生的篮子，其完美程度使阿尔加维篮子在葡萄牙南部闻名。

### 饮食
阿尔加维美食可以追溯到罗马和阿拉伯历史时期，与该地区的气候一起，构成了游客的主要兴趣点之一。所用的原料反映了海洋的新鲜风味和乡村的怡人浓郁香气。从法鲁的“arroz de lingueirão”剃刀蛤饭，波尔蒂芒的烤沙丁鱼，到拉古什的糖果“Dom Rodrigos”，这里有各种口味的菜肴和美食。蒙希克在当地脱颖而出，因为它以猪肉生产而闻名，著名的猪肉香肠（香肠、黑布丁、葡式面肠和乔利佐）和普雷森托（Presunto）火腿就是明证，每年分别在Feira dos Enchidos和Feira do presunto展出。该地区手工和工业生产的典型的aguardete de medronho（杨梅白兰地）也是该地区非常著名的水果白兰地。用地区产品制成的利口酒也很受欢迎。其中包括杜松子酒（酸樱桃利口酒）和amêndoa amarga（苦杏仁利口酒）。
以无花果和杏仁为基础的传统糖果和甜点以及以角豆为基础的新产品；海岸附近的大量鱼类和海鲜菜肴；以及来自阿尔加维内陆的猪肉和鸡肉菜肴，是其地区美食中最典型的元素之一。卡塔普拉纳；巴西烤肉，就像被称为吉亚的巴西烤肉；卡尔德拉达（葡式海鲜汤）；葡萄牙“阿尔加维风格”金枪鱼牛排；各种海鲜菜肴，其中可能含有各种贝类，如蛤蜊、贻贝、螃蟹和虾；烤沙丁鱼；阿尔加维风格的填充和油炸鱿鱼；扁桃仁膏；和沙连姆汤（xarém）是阿尔加维一些典型的地区特色美食。阿连特茹蛤蜊猪肉是以邻近的阿连特茹地区命名，一些人推测其根源于阿尔加维地区，因为蛤蜊在阿尔加维等海滨城市、城镇和村庄更受欢迎，而不是在远离海洋的地方。这可能是一个融合菜的例子，既有广泛养猪的内陆阿连特茹的猪肉菜肴，也有贝类丰富的沿海阿尔加维的海鲜菜肴。

### 节日与庆典
尽管洛莱举办了阿尔加维最大的狂欢节，但阿尔加维的每个城镇和村庄都有自己的聚会。它通常从第一天的儿童游行开始，孩子们穿着连衣裙和口罩游行、散步或跳舞。人们聚集在街上为孩子们加油。在大多数村庄里，村中的礼堂每天晚上都有舞会。舞蹈开始得早，结束得晚，当地狂欢节的音乐没有中断，让所有年龄段的人沉浸其中。城镇还组织街头聚会，当地的舞者，有些只有6岁，穿着民族服装，用他们的传统乐器和复杂的舞步招待每个人。其他人则用音乐、大张旗鼓、花车和当地团体组织游行，他们穿着从最简单到最精致的各种服装。每个人都加入到鼓掌和跺脚的行列，总是庆祝和欢呼。糖果和彩带被扔向街道上的人群，提醒他们这是一个盛宴和庆祝的时刻。
在阿尔加维西部的巴尔拉文图，在奥迪亚谢雷小镇，有5天的娱乐、游行和音乐。拉古什和萨格里什在庆典期间也提供了丰富的娱乐活动。在阿尔加维中部和东部，索塔文图除了洛莱的大型活动外，夸尔泰拉、圣布拉什、奥良、蒙卡拉帕霍、塔维拉和圣安东尼奥雷阿尔城都以自己的方式组织节日，规模较小，但同样热闹和快乐。尽管阿尔加维的庆祝活动现在主要基于巴西狂欢节的桑巴舞风格，但恶作剧的古老传统仍然存在。穿着时髦的学生女孩们在购物中心、酒吧、咖啡馆和街道上巡回演出，唱着她们关于政府、政客和世界大事的讽刺歌曲。
每年8月，锡尔维什都会举办一场中世纪博览会，以穆斯林阿尔加维和再征服为主题，庆祝该地区穆斯林和基督教的文化遗产。博览会为期10天，平均吸引10至15万名游客，是阿尔加维游客最多的中世纪博览会。

## 动植物
阿尔加维的沿海航海者饲养了葡萄牙水犬。从那里开始，该品种扩展到葡萄牙海岸的所有地区，在那里，它们被教导将鱼赶到渔民的渔网中，并取回丢失的渔具或破损的渔网，并充当从一艘船到另一艘船或从一艘船到海岸的信使。这种犬种现在是葡萄牙和阿尔加维地区的一种独特犬种。
伊比利亚猞猁（Lynx pardinus）以前是一种濒临灭绝的猞猁，曾生活在葡萄牙的五个不同地区：阿尔加维地区、马尔卡塔山脉（中部地区）、圣马梅迪山脉（阿连特茹地区）、瓜迪亚纳河谷（瓜迪亚纳河葡萄牙段）和萨杜河谷（萨杜河）。葡萄牙南部狭长地带阿尔加维地区是该种群最集中的地区，在蒙希克、卡尔德朗和埃斯皮纳苏·德·康山脉之间占地约650平方公里。21世纪初，葡萄牙采取了一项行动，用从西班牙带来的动物圈养它们，将它们重新引入葡萄牙。
葡萄牙的阿尔加维是蓝鳍金枪鱼捕捞的天堂，每年都会见证奥良海岸前的蓝鳍金枪鱼迁徙。该地区的海水在一年中的不同时间也有各种鲸鱼、海豚和鼠海豚。最常见的物种是真海豚（Delphinus delphis）和宽吻海豚（Tursiops truncatus）。在里亚福尔摩沙自然公园，你可以找到葡萄牙和欧洲大部分地区的独特物种，如变色龙，一种在葡萄牙只存在于阿尔加维的爬行动物，以及世界上最大的海马种群之一。

### 区域分布
阿尔加维分为三个地区：利托拉尔——有海滩的南部海岸；巴罗卡尔——北部内陆地区和西北部的蒙希克山脉以及东北部的卡尔德朗山脉。阿尔加维北部的植被分为森林、丘陵地带、灌木丛、肥沃的土地和牧场，其中有山泉、溪流、湖泊和瀑布。
南部以典型的里亚福尔摩沙潟湖和沙丘系统植被为主。关于阿尔加维南部的植物群，有两个主要特征：一方面，沼泽地——被高潮淹没和退潮时未覆盖的地区——及其盐生植被（能够耐受高盐度、土壤缺氧和长时间重现的植被）。
另一方面，沙丘植物群——适应强风、过高盐度和土壤高渗透性的物种——其物种包括滨草、海石竹、碱菀、海水仙和灰肉菊。在阿尔马康·德佩拉和阿尔布费拉附近的埃斯皮谢河口，发现了一片被称为萨尔加多斯潟湖的湿地，由该河的水提供水源。萨尔加多斯潟湖已被列为IBA（重要鸟类保护区）。再往西，在阿尔沃尔附近，可以看到阿尔沃尔河口，位于拉古什和波尔蒂芒之间，占地1700公顷，包括河口、沙丘、沼泽和盐田在内的灌木丛、森林和农业用地。在阿尔加维海岸的西部和西南端，有西南阿连特茹和文森汀海岸自然公园，这是阿尔加维的另一个自然公园，沿着葡萄牙海岸向北延伸到阿连特茹地区。

### 典型品种
扁桃、无花果和甜橙等品种被视为该地区的典型栽培品种，广泛分布在阿尔加维景观中，但阿尔加维最相关的野生树木和灌木物种包括：
- 西班牙栓皮栎（Quercus suber）：别名软木橡树，过去它是阿尔加维地区的优势植物之一。它在卡尔德朗和蒙希克山脉更为常见，也出现在阿尔加维东部海岸。在阿尔加维东北部和下瓜迪亚纳（阿尔科廷市和卡斯特洛马里姆市）以及阿尔加维-内陆地区罕见或不存在。由于火灾、长期干旱和“软木橡树病”，该物种的标本数量急剧下降。从历史上看，它对软木提取活动具有重要的经济意义。

- 圣栎（Quercus rotundifolia）：主要分布在阿尔加维内陆、东北部和下瓜迪亚纳（阿尔科廷和卡斯特洛马里姆）的地层树木中。常见于卡尔德朗山脉，尤其是山脉最东部。该物种是为了收获橡实而种植的；它的木材非常珍贵。

- 阿尔及利亚栎（Quercus canarinsis）：又名蒙希克橡树，它的存在被记录在蒙希克山脉和奥德米拉市，但有可能在过去它存在于卡尔德朗山脉。由于森林大火以及桉树和海岸松的扩张，它在葡萄牙几乎灭绝。

- 欧洲栗（Castanea sativa）：过去，蒙希克山脉有一大片栗树林。这是第一种进入市场的栗子。据记录，该物种于18世纪出现在塔维拉的山丘上。考虑到阿拉塞纳山脉栗树林的存在，可能几个世纪前，在阿尔加维丘陵的潮湿地区，栗树很常见。

- 长角豆（Ceratonia siliqua）：这是一种引入物种还是本土物种，还有待商榷。该物种在海岸和当地进行栽培。当条件有利时，它可以达到大尺寸。在19世纪和20世纪上半叶，长角豆树开始在高地种植，但该次区域的生产力非常低。葡萄牙是最大的角豆荚生产国，阿尔加维地区是迄今为止该产品最大的生产区域。

- 银白杨：它可能是阿尔加维最常见的白杨。它发生在海岸，尤其是在阿尔加维东部，在水道或山谷中形成画廊。极具观赏价值，在有利的条件下可以达到大尺寸。

- 橡皮树（Quercus faginea alpestris）：由于人为活动，这种树在该地区非常罕见。它可能在过去很常见，在偏远地区和向风的山区（巴尔拉文图地区）。

- 黑橡树（Quercus pyrenaica）：这一物种很可能出现在阿尔加维山的最高和最冷的地方。这种黑橡树产于西班牙低纬度地区的安达卢西亚。黑橡树在葡萄牙的自然分布记录在蒙希克山脉附近的下阿连特茹。

- 草莓树（Arbutus unedo）：这种灌木常见于塔维拉、圣布拉什-迪阿尔波特尔、洛莱、锡尔维什和蒙希克的山区。在阿尔加维东北部没有。在有利的条件下可以达到15米。它通常与栎属的物种有关，但过去可能有只由草莓树组成的树林。它是传统水果白兰地梅德罗尼奥酒（medronho）的来源。

- 普通赤杨（Alnus glutinosa）：它出现在河岸画廊，在永久的水道中。它可以达到30米。阿尔加维的一种稀有物种，赤杨可以在蒙希克山脉中找到。

- 白蜡树（Fraxinus angustifolia）：它特别出现在阿尔加维东部，特别是在阿尔马任、阿塞卡和贝里谢溪流的山谷中。过去，它可能在该地区的大溪流周围形成了茂密的森林。由于最近放弃了农业，该物种正在阿尔加维地区的一些地区重新生长。

- 夹竹桃（Nerium oleander）：在山区的临时水道中形成画廊，尤其是在阿尔加维东部。该地区非常常见的灌木。

- 香桃木 (Myrtus communis) ：灌木或小树，具有药用价值。它产于东部山区的一些地区，但在过去可能更常见。与东部丘陵的其他物种一样，由于收割小麦，香桃木被移除。许多标本也在21世纪的野火中烧失。

- 野橄榄（Olea europaea sylvestris）：一种中等大小的灌木或树木（高达15米），常见于海岸或内陆区的废弃农田。其寿命可达2000年。

- 圆柄黄连木（Pistacia terebinthus）：小树或罕见灌木，仅产于阿尔加维东部。

- 黑杨（Populus nigra）：比白杨更少见。一些孤立的标本分散在阿尔加维地区的主河流附近。

- 乳香黄连木（Pistacia lenticus）：灌木或很少的小树，生长在灌木丛中，分布在阿尔加维地区和海岸的温暖地区。是该地区非常常见的物种。

- 野梨树（Pyrus bourgaeana）：灌木或小树。该物种通常与卡尔德朗山脉的软木橡树和圣栎有关。

## 教育
国营和私立教育机构满足阿尔加维人口从幼儿园到大学教育的所有教育需求。一年级至十二年级的中小学，包括一些国际学校（例如阿尔热祖尔国际学校、阿尔加维德国学校、圣洛伦索国际学校、阿尔加维诺贝尔国际学校、绿谷国际学校和维拉莫拉国际学校），以及广泛的国营和私立幼儿园网络都在阿尔加维，尤其是在人口最稠密的沿海地带。阿尔加维大学是一所公立大学，总部位于法鲁，分部延伸至波尔蒂芒，授予生物医学、景观设计、农学或海洋生物学、经济学、心理学、社会学或语言、文学和文化等领域的本科生、综合硕士、硕士和博士学位。阿尔加维的人口还由两所私立高等教育机构（锡尔维什的皮亚热学院和波尔蒂芒的曼努埃尔·特谢拉·戈美斯高等学院）提供服务。

## 体育
阿尔加维的体育俱乐部包括多支在葡萄牙足球联赛系统中比赛的足球队（奥良人体育、波尔蒂芒人体育、法鲁人体育、阿尔布费拉不朽、洛勒塔诺竞技等）。法鲁人体育和波尔蒂芒人体育是阿尔加维最成功的足球俱乐部，通常参加葡萄牙两个主要顶级职业足球联赛之一的比赛。阿尔加维杯是由葡萄牙足球协会（FPF）主办的女子协会足球国家队邀请赛，自1994年以来每年在阿尔加维举行。
自行车在葡萄牙是一项受欢迎的运动，阿尔加维地区早就建立了值得注意的职业自行车队，参加环葡萄牙自行车赛和其他主要自行车赛事。环阿尔加维自行车赛是阿尔加维地区历史最悠久、最受欢迎的公路自行车比赛。在UCI洲际巡回赛中，阿尔加维最成功的职业自行车队是洛勒塔诺–洛莱区车队和AP酒店和度假区-塔维拉-法鲁人车队。
杏花越野赛（葡萄牙语：Cross Internacional das Amendoeiras em Flor）是1977年首次组织的年度国际越野跑步比赛，于3月初在阿尔布费拉举行。这是国际田联许可证赛事之一，作为国际田联世界越野锦标赛的资格赛。
全年有许多公开水域游泳项目以及网球。阿尔加维也是一些世界上最著名的高尔夫球场的所在地。阿尔加维国际赛道位于该地区，是一个赛车运动场地。
由于强烈的诺塔达风（北风）吹过葡萄牙南海岸，阿尔加维是夏季风上运动的度假胜地。帆船、滑浪风帆，尤其是风筝冲浪运动在阿尔加维有一个庞大且不断发展的社区。阿尔加维海岸线的性质提供了平坦的潟湖，如里亚福尔摩沙自然公园的潟湖，或萨格里什和西南海岸的海浪。
阿尔加维海岸线上散布着许多风筝冲浪点。

## 名人
与阿尔加维地区有关的值得注意的人包括：
- 阿尼巴尔·卡瓦科·席尔瓦，葡萄牙前总理和总统

- 马里奥·森特诺（英语：Mário Centeno），前财政部长，现任葡萄牙银行行长

- 吉尔·埃阿尼什，15世纪葡萄牙航海家和探险家

- 迪奥戈·罗德里格斯（英语：Diogo Dodrigues），印度洋的发现者。

- 若昂·瓦斯·科尔特-雷阿尔，在探险中发现了“新鳕鱼之地”，被认为位于北美洲。

- 若泽·门德斯·卡贝萨达斯，葡萄牙海军军官、革命者和政治家

- 劳拉·埃里什（英语：Laura Ayres），病毒学家

- 玛丽亚·凯尔（英语：Maria Keil），视觉艺术家

- 若昂·穆蒂尼奥，葡萄牙足球运动员。

- 路易斯·范加尔，荷兰足球教练，在阿尔布费拉拥有度假房产。

- 罗纳德·科曼，荷兰足球教练和前足球运动员，在罗布谷拥有1000平方米的不动产。

- 萨拉·马丁斯（英语：Sara Martins），法国女歌手，出生于法鲁，拥有佛得角血统。

- 克莱夫·邓恩，英国演员，晚年定居于阿尔加维的法鲁。

- 尚恩·曼德斯，葡萄牙血统的加拿大歌手，父亲曼努埃尔出身阿尔加维。

- 曼努埃尔·特谢拉·戈梅斯，葡萄牙第一共和国总统。

- 雷梅希多（英语：Remexido），葡萄牙公职人员和地方贵族，在葡萄牙内战中捍卫君主专制派的米格尔一世。

## 外部連結
- Tourism Region of Algarve （页面存档备份，存于）